# Адрада-де-Аса
Адрада-де-Аса (ісп. Adrada de Haza) — муніципалітет в Іспанії, у складі автономної спільноти Кастилія-і-Леон, у провінції Бургос. Населення — 266 осіб (2010).

## Географія
Муніципалітет розташований на відстані близько 130 км на північ від Мадрида, 85 км на південь від Бургоса.

### Клімат
| Клімат Адрада-де-Аса    | Клімат Адрада-де-Аса | Клімат Адрада-де-Аса | Клімат Адрада-де-Аса | Клімат Адрада-де-Аса | Клімат Адрада-де-Аса | Клімат Адрада-де-Аса | Клімат Адрада-де-Аса | Клімат Адрада-де-Аса | Клімат Адрада-де-Аса | Клімат Адрада-де-Аса | Клімат Адрада-де-Аса | Клімат Адрада-де-Аса | Клімат Адрада-де-Аса |
| Показник                | Січ.                 | Лют.                 | Бер.                 | Квіт.                | Трав.                | Черв.                | Лип.                 | Серп.                | Вер.                 | Жовт.                | Лист.                | Груд.                | Рік                  |
| Середній максимум, °C   | 7,7                  | 9,6                  | 12,6                 | 14,1                 | 18,3                 | 24,1                 | 28,8                 | 28,3                 | 23,8                 | 17,1                 | 11,5                 | 8,5                  | 17,0                 |
| Середня температура, °C | 4,0                  | 5,5                  | 7,6                  | 9,1                  | 12,9                 | 17,7                 | 21,6                 | 21,4                 | 17,8                 | 12,4                 | 7,6                  | 5,1                  | 11,9                 |
| Середній мінімум, °C    | 0,3                  | 1,3                  | 2,6                  | 4,0                  | 7,5                  | 11,3                 | 14,4                 | 14,4                 | 11,8                 | 7,7                  | 3,6                  | 1,6                  | 6,7                  |
| Днів з опадами          | 7                    | 7                    | 6                    | 8                    | 10                   | 5                    | 3                    | 3                    | 4                    | 7                    | 8                    | 8                    | 76                   |
| ----------------------- | -------------------- | -------------------- | -------------------- | -------------------- | -------------------- | -------------------- | -------------------- | -------------------- | -------------------- | -------------------- | -------------------- | -------------------- | -------------------- |
| Джерело: www.yr.no      |                      |                      |                      |                      |                      |                      |                      |                      |                      |                      |                      |                      |                      |

## Демографія
Динаміка населення (INE ):